# Гней Корнелий Мерула
Вижте пояснителната страница за други личности с името Мерула.
Гней Корнелий Мерула (на латински: Gnaeus Cornelius Merula) е римски политик. Произлиза от римската патрицианска фамилия Корнелии.
Той е легат, римски посланик на Сената през 162 – 161 пр.н.е. заедно с Тит Манлий Торкват (консул 165 пр.н.е.) в Египет, където е съветник на братята Птолемей VI и Птолемей VIII Фискон в проблема за получаването на Кипър и Мала Азия.